# Линдеман, Эдуард Эдуардович
Эдуа́рд Эдуа́рдович Линдема́н (1 [13] января 1842, Нижний Новгород — 10 [22] декабря 1897, Санкт-Петербург) — российский астроном.

## Биография
Родился в Нижнем Новгороде 1 (13) января 1842 года; старший брат энтомолога Карла Эдуардовича Линдемана.
Учился в Казанском университете (1859—1862), затем перевёлся на физико-математический факультет Дерптского университета, где учился в 1862—1864 годах, окончив его кандидатом. Некоторое время преподавал в Нижнем Новгороде.
С 1868 года работал в Пулковской обсерватории. C 1876 года — учёный секретарь и хранитель библиотеки обсерватории.
Занимался исследованием блеска звёзд. На основе наблюдений 1870—1883 годов уточнил значение фотометрического коэффициента (отношения блеска звёзд двух соседних звёздных величин). В 1895 году составил первый фотометрический каталог звёздного скопления h Персея.
Занимался популяризацией астрономии, написал несколько популярных астрономических статей в общей периодической печати.
Был женат на дочери астронома Августа Фёдоровича Вагнера Каролине. Их дочь Агнесса (03.07.1878, Пулково — 06.11.1942, Гота).
Умер в Пулково 10 (22) декабря 1897 года; похоронен на Пулковском кладбище.